# 罗汉寺大殿
罗汉寺大殿，位于中国福建省松溪县河东乡大布村，为一个省级文物保护单位，类型为古建筑，为第五批福建省文物保护单位，公布时间为2001年1月20日。
罗汉寺大殿的历史年代为清。